# Шипуліна Інна Владиславівна
Інна Владиславівна Шипуліна (10 листопада 1962, Київ, УРСР) — радянська веслувальниця-байдарочниця, виступала за збірну СРСР у першій половині 1980-х років. Тричі срібна призерка чемпіонатів світу, п'ятиразова чемпіонка всесоюзної першості, багаторазова переможниця регат республіканського значення. Майстер спорту міжнародного класу.

## Життєпис
Інна Шипуліна народилася 10 листопада 1962 року в Києві. Активно займатися веслуванням почала в ранньому дитинстві, проходила підготовку на місцевій веслувальній базі. Першого серйозного успіху досягла 1981 року, коли вперше завоювала золоту медаль дорослої всесоюзної першості — у програмі чотиримісних байдарок на дистанції 500 метрів. Потрапивши до основного складу радянської національної збірної, побувала на чемпіонаті світу в англійському Ноттінгемі, звідки привезла срібну нагороду, виграну у тій самій дисципліні (у складі чотиримісного екіпажу, куди також увійшли веслувальниці Лариса Недвига, Наталія Філонич і Любов Орєхова).
1982 році Шипуліна разом з напарницею Оленою Голубєвою стала чемпіонкою Радянського Союзу в півкілометровому заліку двійок. Завдяки низці вдалих виступів здобула право захищати честь країни на світовій першості в югославському Белграді — в четвірках на п'ятистах метрах знову була другою. Рік потому виграла відразу дві золоті медалі всесоюзної першості, серед четвірок на дистанції 500 метрів та в естафеті 4 × 500 м. Пізніше з'їздила на чемпіонат світу до фінського міста Тампере, де в півкілометровому заїзді чотиримісних екіпажів втретє поспіль змушена була задовольнятися сріблом. Останнього значимого результату досягла 1985 року, коли втретє виграла заїзди четвірок на п'ятсот метрів, ставши, таким чином, п'ятиразовою чемпіонкою національної першості.
Незабаром після цих змагань Інна Шипуліна вирішила завершити кар'єру спортсменки. За видатні спортивні досягнення відзначена почесним званням «Майстер спорту СРСР міжнародного класу».